# Thorsten Roos

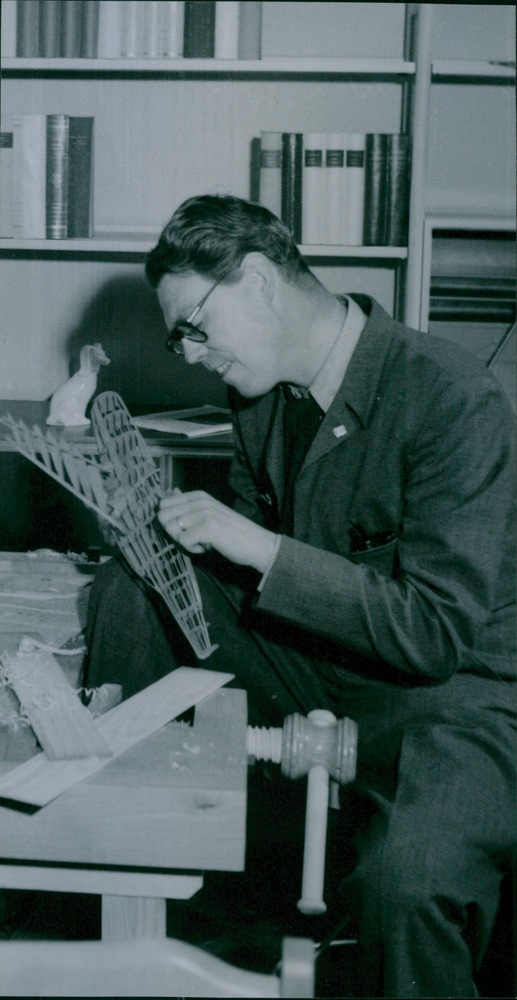
Thorsten Roos 1949.

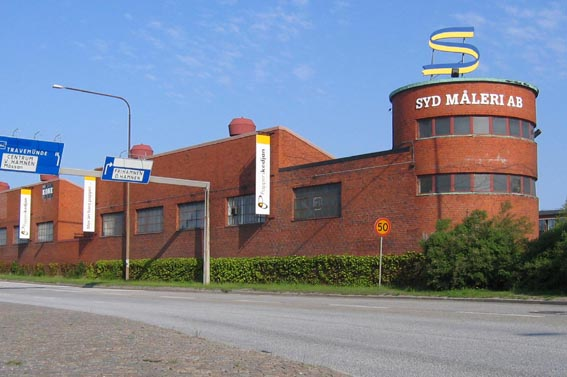
AGA-Faxius, Malmö.

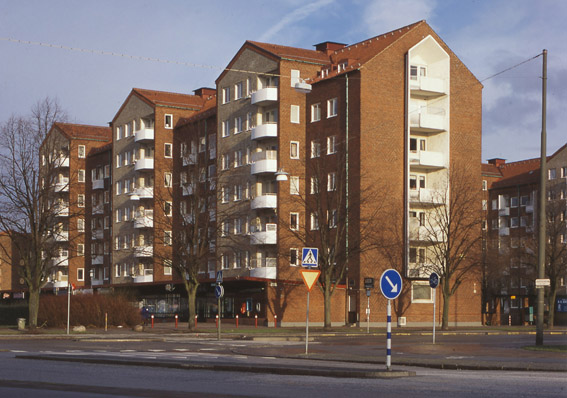
Mellanheden, Malmö.

Claes Carl Thorsten Roos, född 16 januari 1906 i Lund, död 28 november 1969 i Malmö, var en svensk arkitekt.
Roos, som var son till förrådsförvaltare Claes Roos och Elisabeth Mesterton, avlade ingenjörsexamen vid högre tekniska läroverket i Malmö 1927 och utexaminerades från konstakademien i Berlin 1931. Efter en anställning hos Fritz Österlind startade han eget arkitektkontor 1938. Han inledde tidigt ett samarbete med blivande storbyggmästaren Hugo Åberg, bland annat med Ellstorp. 
Roos har – som ingen annan arkitekt – präglat Malmö. Han har satt sin signatur på omkring 500 byggnader i staden, något som saknar motstycke. Han mest framträdande byggnadsverk är Kronprinsen, invigt 1964. Roos verksamhet var koncentrerad till Malmö och varade i drygt 35 år från början av 1930-talet. Hans stora produktion förklaras av hans samarbete med den tidens stora byggherrar: HSB, MKB och Hugo Åberg. Därtill fick han många uppdrag genom flitigt deltagande i arkitekttävlingar, oftast i samarbete med kompanjonen Bror Thornberg.
Roos arkitektur och verksamhet speglar det modernistiska skedet: 1930-talets introduktion av funktionalismen (i början av sin karriär företrädde Roos en relativt renlärig tyskinspirerad funktionalism) det tidiga 1950-talets motreaktion med mer traditionellt formspråk (nyrealism), omkring 1960 den minimalistiska senmodernistiska estetiken och till slut 1960-talets kritiserade miljonprogram och innerstadssaneringar. Roos hade utbildat sig till arkitekt i Tyskland, en utbildningsgång som varit den gängse bland Malmös arkitekter sedan 1800-talet och Roos kom därmed att fullfölja det tyska inflytandet över den malmöitiska arkitekturen långt in i efterkrigstiden.
Företagsnamnet Thorsten Roos Arkitektkontor behölls till 1988. Verksamheten drivs sedan dess vidare i Hultin & Lundquist Arkitekter. Thorsten Roos är begravd på Sankt Pauli mellersta kyrkogård i Malmö.

## Några byggnadsverk
- AGA-Faxius, Västkustvägen, Malmö 1934
- Flerbostadshus Ellstorp, Malmö (med Sven Grönqvist HSB) 1937–1943
- ABF-huset, Spånehusvägen 47 i Malmö (1938)
- Kollektivhus, Ribersborg, Malmö (med Bror Thornberg) 1950
- Flerbostadshus Mellanheden, Malmö (med Sven Grönqvist HSB) 1950–1955
- Stadsplan och bostadshus Riseberga, Malmö (med Bror Thornberg) 1949–1958
- Jägersro, Malmö 1953–1962
- Sankt Andreas kyrka, Malmö, (med Bror Thornberg) 1958–1959
- Flerbostadshus Lorensborg, Malmö (med Bror Thornberg) 1955–1958
- Flerbostadshus Almhög, Malmö (med Bror Thornberg) 1958–1959
- Sankta Maria kyrka och församlingshem Möllevången, Malmö (med Bror Thornberg) 1958–1963
- Rosengård 1 (Törnrosen), Malmö, stadsplan och byggnader (med Bror Thornberg) 1962–1964
- Kronprinsen, Malmö  (med Kurt Hultin) 1959–1961
- Hotell S:t Jörgen, Malmö 1962
- NK (Hansa) 1961
- Kapell och krematorium i Malmö (med Bror Thornberg) 1961–1964
- ABC-husen, John Ericsons väg, Malmö (med Bror Thornberg) 1964
- Högsbo kyrka, Göteborg (med Bror Thornberg) 1966
- Kontorshus för Länsarbetsnämnden vid Drottningtorget (senare Skanska) (med Bror Thornberg) 1969
- Flerbostadshus Hanaholm 1, Malmö 1951

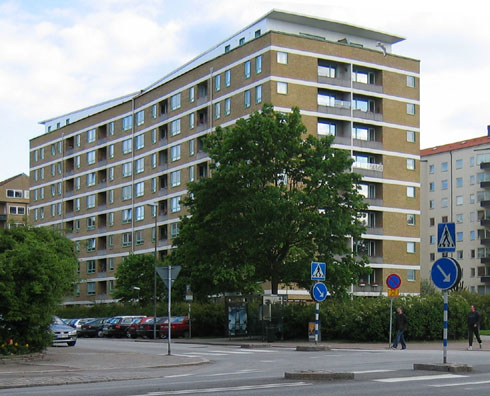
Ribersborg, Malmö.
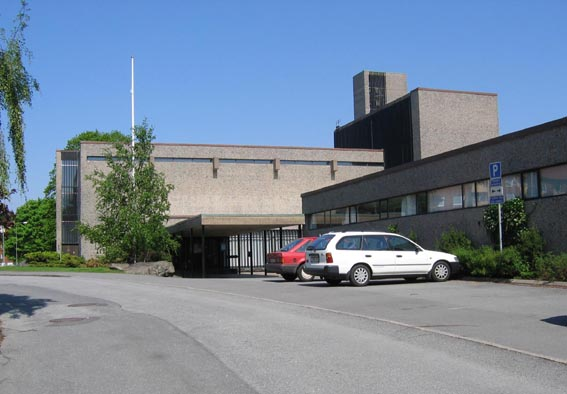
Högsbo kyrka, Göteborg.
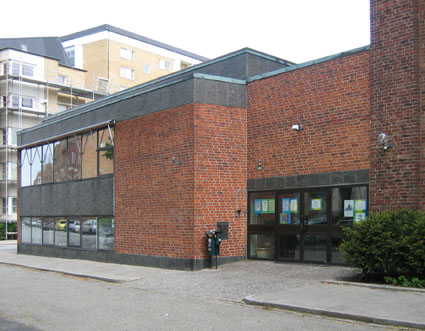
Församlingshus Möllevången, Malmö.
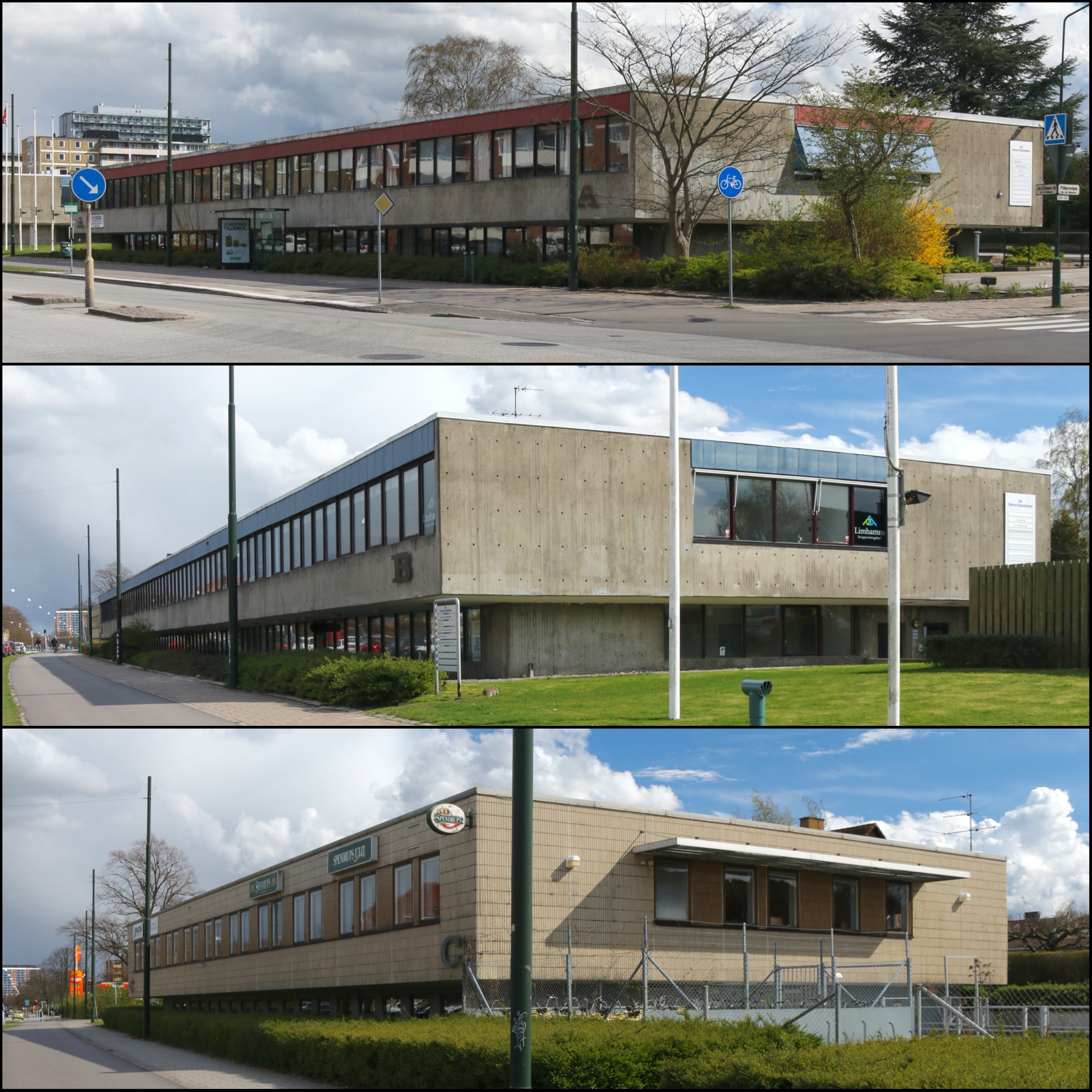
ABC husen, Malmö.
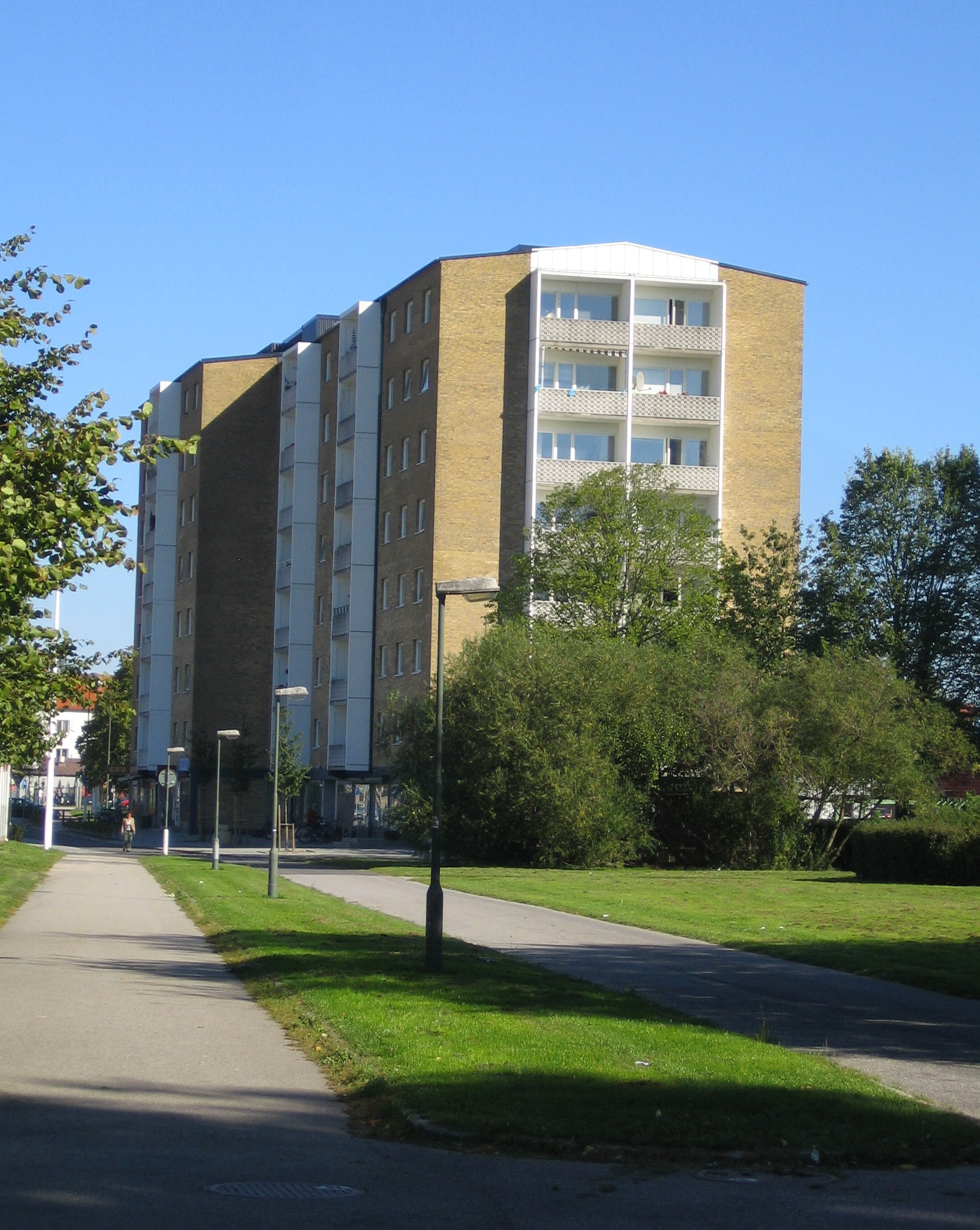
Flerbostadshus Almhög, Malmö (med Bror Thornberg)